# کاتاژینا بویاکویچ
کاتاژینا بویاکِـویچ (لهستانی: Katarzyna Bujakiewicz؛ ‏ تلفظ لهستانی: [kataˈʐɨna bujaˈkʲɛvit͡ʂ]؛ زادهٔ ۲۸ سپتامبر ۱۹۷۲) بازیگر اهل لهستان است.
از فیلم‌ها یا برنامه‌های تلویزیونی که وی در آن نقش داشته‌است، می‌توان به دست‌به‌کار شو، برادر، در خوشی و سختی، پزشکان، پدر متیو، نامه به بابا نوئل، نامه به بابا نوئل ۲، ماگدا ام. و افسانه‌ای باستانی: آن هنگام که خورشید ایزد بود اشاره کرد.